# Aeroportul Coto 47
Aeroportul Coto 47 (IATA: OTR, ICAO: MRCC) este un aeroport din Puntarenas Province⁠(d), Costa Rica.
Situat la o altitudine de 13 m, aeroportul dispune de o singură pistă.